# Jason Segel
Jason Jordan Segel (pronunciado /ˈsiːɡəl/) (Los Ángeles, 18 de enero de 1980) es un actor, guionista, productor y autor estadounidense. Es reconocido por su interpretación de Marshall Eriksen en la serie de comedia How I Met Your Mother (2005-2014), emitida por CBS. Su carrera comenzó en colaboración con el director y productor Judd Apatow en las series de televisión Freaks and Geeks (1999-2000) y Undeclared (2001-2002), antes de alcanzar prominencia por sus papeles protagónicos en diversas películas de comedia exitosas, en las cuales ha destacado como actor, guionista y productor.
Las comedias cinematográficas más destacadas de Segel incluyen Forgetting Sarah Marshall (2008), donde su interpretación de Peter, un hombre devastado por una ruptura, logró una mezcla de vulnerabilidad y humor, consolidándose como uno de los papeles más emblemáticos de su carrera. También sobresale en la comedia bromántica I Love You, Man (2009), interpretando al excéntrico Sydney, un personaje cuyo vínculo con el protagonista lo convirtió en una figura central del género bromántico. Asimismo, actuó en las comedias Knocked Up (2007), Bad Teacher (2011), Eternamente comprometidos (2012), This Is 40 (2012) y Sex Tape (2014), así como filmes familiares como Despicable Me (2010) y Los Muppets (2011). Su interpretación de David Foster Wallace en The End of the Tour (2015) le valió una nominación al Independent Spirit Award en la categoría de mejor actor. Además, ha participado en diversos dramas como Jeff, Who Lives at Home (2011), The Discovery (2017), Our Friend (2019) y Windfall (2022). 
Entre 2022 y 2023, interpretó a Paul Westhead en la serie de HBO Lakers: Tiempo de ganar. En 2023, Segel comenzó a protagonizar la serie de Apple TV+ Shrinking, en la que interpreta a un terapeuta, además de crear la serie con Bill Lawrence y Brett Goldstein. Por su destacada actuación, fue nominado tanto al Premio Primetime Emmy como al Globo de Oro.

## Primeros años
Segel nació el 18 de enero de 1980 en Los Ángeles, California, hijo de Jillian (de soltera Jordan) y Alvin Segel, un abogado. Creció en la localidad de Pacific Palisades, con su hermano mayor, Adam, y su hermana menor, Alison. Su padre es judío, mientras que su madre es cristiana, de ascendencia inglesa, escocesa, irlandesa y francesa.
Segel recibió una educación que abarcó tanto la tradición judía como la episcopal, reflejada en su asistencia a una escuela hebrea, donde celebró su Bar Mitzvah, así como a la Escuela Parroquial de San Mateo, una institución educativa privada de orientación episcopal.
En su etapa escolar, Segel demostró una notable habilidad en el ámbito deportivo, destacándose como miembro activo del equipo de baloncesto de la Harvard-Westlake School. Con una altura de 1,93 metros, jugó en el equipo de baloncesto que alcanzó el campeonato estatal de la CIF en 1996 y 1997. En este contexto, Segel ganó un concurso de volcadas, lo que le valió el apodo de «Dr. Dunk». Durante su tiempo en el equipo, jugó como respaldo al centro Jason Collins, quien posteriormente jugó en la NBA.

## Carrera

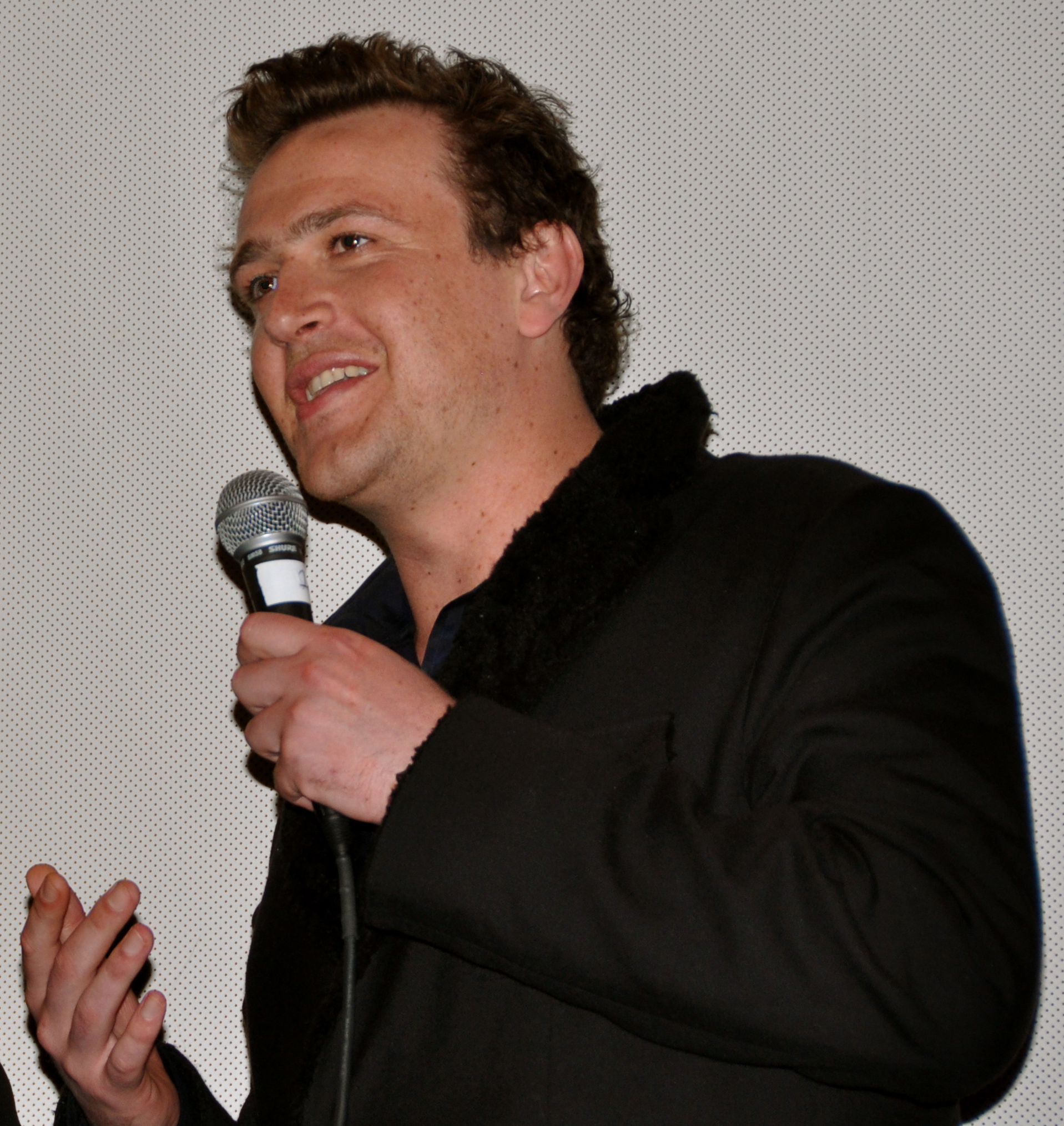
Segel en el estreno en Austin de I Love You, Man en 2009.

El primer papel importante de Segel fue como el fumeta Nick Andopolis en la serie de comedia dramática de 1999 Freaks and Geeks, aclamada por la crítica pero de corta duración. La serie giraba en torno a un grupo de estudiantes de una escuela secundaria suburbana de Detroit en los años 1980. Segel compuso una canción para que su personaje, Nick, cantara a la protagonista femenina, Lindsay (Linda Cardellini).
Segel tuvo papeles recurrentes en CSI: Crime Scene Investigation como Neil Jansen y en Undeclared como Eric. Interpretó a Marshall Eriksen en la serie de CBS How I Met Your Mother. Previamente había dicho que se dedicaría a otros proyectos en 2013 cuando expirara su contrato, pero fue convencido de terminar la serie después de su novena temporada en 2014.
Hizo su debut cinematográfico con Can't Hardly Wait en 1998. Otras de sus primeras apariciones en el cine incluyen Slackers, SLC Punk!, The Good Humor Man y Dead Man on Campus. En 2007, apareció en Knocked Up, dirigida por el productor de Freaks and Geeks Judd Apatow. Segel interpretó el papel principal en Forgetting Sarah Marshall de 2008, una película que escribió y que Apatow produjo junto con Shauna Robertson para Universal Pictures. También protagonizó I Love You, Man, que se estrenó al año siguiente.
En Forgetting Sarah Marshall, el personaje de Segel escribe un musical de Drácula realizado por marionetas. También aparece completamente desnudo en una de las escenas. En una entrevista, comentó que el musical de Dracula con marionetas, así como haber sido dejado por su novia mientras estaba desnudo, fueron experiencias reales que incorporó en la película. Esas criaturas de tela fueron hechas a medida por The Jim Henson Company y la experiencia motivó a Segel a presentar su concepto para una película de The Muppets. Segel interpretó una canción de la película, «Dracula's Lament», en el episodio 1000 de The Late Late Show with Craig Ferguson.

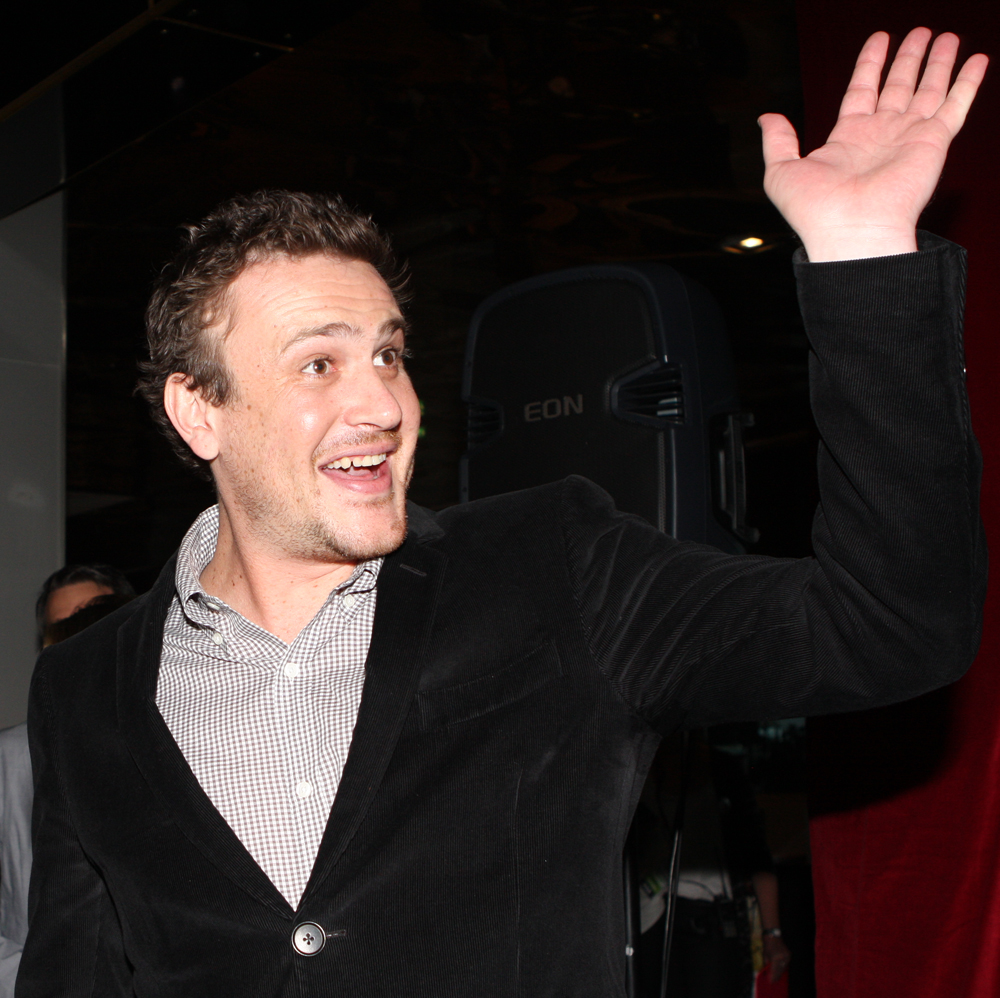
Segel en el estreno australiano de Los Muppets en Sídney en 2011.

Para la comedia de 2010 Get Him to the Greek, coescribió la mayor parte de la música de la banda sonora que fue interpretada por el cantante ficticio Aldous Snow, incluida la banda Infant Sorrow. También apareció en The Late Late Show with Craig Ferguson y cantó una canción original titulada «Wonky Eyed Girl».
En 2010, prestó su voz a Vector, el archienemigo de Gru, en la película animada de Universal Despicable Me y apareció como Horatio en la comedia fantástica Los viajes de Gulliver, dirigida por Rob Letterman y muy libremente basada en la primera parte de la novela homónima del siglo XVIII, de Jonathan Swift. Segel interpretó al maestro de gimnasia y pretendiente frustrado Russell Gettis en Bad Teacher, protagonizada por Cameron Diaz, que se estrenó en junio de 2011. Junto con Nicholas Stoller, Segel se acercó a Disney en 2007 para escribir la película de The Muppets. Disney no estaba seguro de cómo tomar la solicitud, ya que Segel acababa de aparecer desnudo en Forgetting Sarah Marshall, pero después de darse cuenta de que era un seguidor de la serie, el proyecto fue aprobado. Segel dijo que quería realizarla porque la última película de la serie, Muppets from Space, había sido lanzada en 1999 y sentía que la nueva generación estaba perdiendo la oportunidad de disfrutar de uno de sus programas favoritos de la infancia. En 2011, protagonizó con éxito la cinta Los Muppets, por la cual ganó el Premio Globo de Oro a la mejor canción original, «Man or Muppet». Segel fue elogiado por sus esfuerzos para revitalizar a los Muppets. Segel decidió no protagonizar la secuela de Los Muppets, Muppets Most Wanted.
En la primavera de 2011, Jason Segel filmó Eternamente comprometidos con Emily Blunt en Michigan, y la película se estrenó en abril de 2012. Al año siguiente, en 2013, Segel reveló que estaba trabajando en una serie de novelas para jóvenes, basadas en una historia que había concebido a los veintiún años. El primer libro de esta serie, Nightmares!, fue publicado en 2014, coescrito con Kirsten Miller, y la secuela se lanzó al año siguiente.
En 2015, Segel recibió elogios por su interpretación del autor David Foster Wallace en la película biográfica independiente The End of the Tour. Su actuación fue muy valorada, lo que le permitió recibir una nominación a los Premios Independent Spirit como mejor actor principal. Dos años después, en 2017, Segel y Miller publicaron Otherworld, el primero de una nueva serie de novelas para jóvenes. La secuela, OtherEarth, se publicó en 2018, y OtherLife, la tercera entrega, siguió en 2019.
En el ámbito televisivo, Segel creó y protagonizó la serie de televisión dramática Dispatches from Elsewhere, que se estrenó en marzo de 2020 en AMC. Además, en 2019, participó en la película Our Friend, basada en el ensayo de Matthew Teague titulado «The Friend» (2015).

## Vida personal
Segel es ministro ordenado de la Universal Life Church. Realizó una ceremonia de boda en The Tonight Show el 6 de julio de 2010, para una pareja que solicitó sus servicios colocando fotos de él alrededor de su ciudad natal y en el bar que frecuentaba.
Segel salió con su compañera de Freaks and Geeks Linda Cardellini durante varios años después de la cancelación del programa. Estuvo en una relación con Michelle Williams desde 2012 hasta 2013. Desde diciembre de 2013 hasta abril de 2021, estuvo con la fotógrafa Alexis Mixter. Desde 2023, ha estado saliendo con la bailarina Kayla Radomski.

## Filmografía

### Cine
| Año  | Título                         | Personaje                     | Notas                        |
| ---- | ------------------------------ | ----------------------------- | ---------------------------- |
| 1998 | Ya no puedo esperar            | Matt, Watermelon Guy          |                              |
| 1998 | Dead Man on Campus             | Kyle                          |                              |
| 1998 | SLC Punk!                      | Mike                          |                              |
| 1999 | New Jersey Turnpikes           |                               |                              |
| 2002 | Slackers                       | Sam Schechter                 |                              |
| 2003 | 11:14                          | Leon                          |                              |
| 2003 | Certainly Not a Fairytale      | Leo                           |                              |
| 2004 | LolliLove                      | Jason                         |                              |
| 2005 | The Good Humor Man             | Smelly Bob                    |                              |
| 2006 | Bye Bye Benjamin               | Theodore Everest              |                              |
| 2007 | Knocked Up                     | Jason                         |                              |
| 2008 | Forgetting Sarah Marshall      | Peter Bretter                 | Guionista                    |
| 2009 | I Love You, Man                | Sydney Fife                   |                              |
| 2009 | Planet 51                      | Soldado Vesklin               |                              |
| 2010 | Despicable Me                  | Victor «Vector» Perkins (voz) |                              |
| 2010 | Get Him to the Greek           |                               | Guionista, productor         |
| 2010 | Los viajes de Gulliver         | Horatio                       |                              |
| 2011 | Jeff, Who Lives at Home        | Jeff                          |                              |
| 2011 | Bad Teacher                    | Russell Gettis                |                              |
| 2011 | Friends with Benefits          | Brice                         | Sin acreditar                |
| 2011 | Take Two with Phineas and Ferb | Protagonista                  |                              |
| 2011 | Los Muppets                    | Gary                          | También guionista            |
| 2012 | This Is 40                     | Jason                         |                              |
| 2012 | Eternamente comprometidos      | Tom Solomon                   |                              |
| 2013 | This Is the End                | Él mismo                      |                              |
| 2014 | Sex Tape                       | Jay                           |                              |
| 2014 | Muppets Most Wanted            | Gary                          | Sin acreditar                |
| 2015 | The End of the Tour            | David Foster Wallace          |                              |
| 2017 | The Discovery                  | Will                          |                              |
| 2019 | Our Friend                     | Dane Faucheux                 |                              |
| 2022 | Windfall                       | Nobody                        | También escritor y productor |
| 2023 | Mooned                         | Victor «Vector» Perkins (voz) | Cortometraje                 |
| 2024 | Despicable Me 4                | Victor «Vector» Perkins (voz) | Sin acreditar                |
| 2025 | Over Your Dead Body            |                               |                              |

### Televisión
| Año           | Título                         | Personaje        | Notas                                               |
| ------------- | ------------------------------ | ---------------- | --------------------------------------------------- |
| 1999-2000     | Freaks and Geeks               | Nick Andopolis   | Parte del reparto principal; 18 episodios           |
| 2001          | North Hollywood                | Leon             | Parte del reparto principal                         |
| 2001-2002     | Undeclared                     | Eric             | Actor invitado en 7 episodios                       |
| 2004          | Harry Green and Eugene         | Eugene Green     | Parte del reparto principal                         |
| 2004-2005     | CSI: Crime Scene Investigation | Neil Jansen      | Actor invitado en 3 episodios                       |
| 2005          | Alias                          | Sam Hauser       | Actor invitado en 1 episodio                        |
| 2009          | Family Guy                     | Marshall Eriksen | Episodio: Los progresos de Peter                    |
| 2011          | Toma dos con Phineas y Ferb    | Él mismo         | Actor invitado; Capítulo 8, segunda temporada.      |
| 2005-2014     | How I Met Your Mother          | Marshall Eriksen | Parte del reparto principal; 208 episodios          |
| 2020          | Dispatches from Elsewhere      | Peter            | También creador y productor ejecutivo               |
| 2022-2023     | Lakers: Tiempo de ganar        | Paul Westhead    |                                                     |
| 2023-presente | Shrinking                      | Jimmy Laird      | 10 episodios, también creador y productor ejecutivo |

## Premios y nominaciones
| Año  | Premio                                     | Categoría                                                     | Título                    | Resultado     |
| ---- | ------------------------------------------ | ------------------------------------------------------------- | ------------------------- | ------------- |
| 2000 | Premios Young Artist                       | Mejor interpretación en serie de televisión: Conjunto juvenil | Freaks and Geeks          | Candidato     |
| 2008 | MTV Movie & TV Awards                      | Mejor interpretación desgarradora                             | Forgetting Sarah Marshall | Candidato     |
| 2008 | Teen Choice Awards                         | Mejor actor revelación                                        | Forgetting Sarah Marshall | Candidato     |
| 2011 | Premios de la Crítica Cinematográfica      | Mejor canción                                                 | Los Muppets               | Ganador       |
| 2011 | Georgia Film Critics Association Awards    | Mejor guion adaptado                                          | Los Muppets               | Candidato     |
| 2011 | Asociación de Críticos de Cine de San Luis | Mejor guion adaptado (compartido con Nicholas Stoller)        | Los Muppets               | Candidato     |
| 2015 | Premios Golden Raspberry                   | Peor pareja (compartido con Cameron Diaz)                     | Sex Tape                  | Candidato     |
| 2015 | Premios Golden Raspberry                   | Peor guion (compartido con Kate Angelo y Nicholas Stoller)    | Sex Tape                  | Candidato     |
| 2015 | Festival Internacional de Cine de Seattle  | Mejor actor                                                   | The End of the Tour       | Tercer lugar  |
| 2015 | Indiana Film Journalist Association Award  | Mejor actor                                                   | The End of the Tour       | Segundo lugar |
| 2015 | Premios Independent Spirit                 | Mejor actor                                                   | The End of the Tour       | Candidato     |
| 2015 | Sociedad de Críticos de Cine de San Diego  | Mejor actor                                                   | The End of the Tour       | Candidato     |
| 2015 | Asociación de Críticos de Cine de Chicago  | Mejor actor                                                   | The End of the Tour       | Candidato     |
| 2024 | Premios Primetime Emmy                     | Mejor actor - Serie de comedia                                | Shrinking                 | Candidato     |
| 2024 | Premios Globo de Oro                       | Mejor actor de serie de televisión - Comedia o musical        | Shrinking                 | Candidato     |
| 2024 | Premios WGA                                | Mejor serie nueva de televisión                               | Shrinking                 | Candidato     |
| 2024 | Premios del Sindicato de Actores           | Mejor reparto de televisión - Comedia                         | Shrinking                 | Candidato     |